# Navuti Liphongyu
Navuti Liphongyu, né le 18 octobre 1991 à Phayao, est un coureur cycliste thaïlandais. Il évolue au sein de l'équipe Thailand Continental.

## Palmarès sur route

### Par année
- 2011
  -  Médaillé d'or du contre-la-montre par équipes aux Jeux de l'Asie du Sud-Est
- 2013
  -  Champion de Thaïlande sur route
- 2014
  - 2e du championnat de Thaïlande du contre-la-montre
- 2015
  -  Champion de Thaïlande du contre-la-montre
  - 6e du championnat d'Asie sur route
- 2016
  - 2e étape du Masters Tour of Chiang Mai
- 2017
  -  Médaillé d'or de la course en ligne aux Jeux d'Asie du Sud-Est
  -  Médaillé d'argent du contre-la-montre par équipes aux Jeux d'Asie du Sud-Est
- 2018
  -  Médaillé de bronze de la course en ligne aux Jeux asiatiques
- 2019
  -  Médaillé d'or du contre-la-montre par équipes aux Jeux d'Asie du Sud-Est
  -  Médaillé d'or de la course en ligne par équipes aux Jeux d'Asie du Sud-Est
- 2022
  -  Médaillé de bronze de la course en ligne aux Jeux d'Asie du Sud-Est
- 2024
  - 7e étape du Tour of Lanna
  - 10e du championnat d'Asie sur route

### Classements mondiaux
| Année                                 | 2010 | 2011 | 2012 | 2013 | 2014 | 2015 | 2016 | 2017  | 2018 | 2019  | 2020  | 2021 | 2022  | 2023  | 2024  |
| ------------------------------------- | ---- | ---- | ---- | ---- | ---- | ---- | ---- | ----- | ---- | ----- | ----- | ---- | ----- | ----- | ----- |
| Classement mondial                    |      |      |      |      |      |      | nc   | 2041e | 497e | 2612e | 1718e | nc   | 2511e | 1178e | 1116e |
| UCI Asia Tour                         | 270e | 172e | nc   | 74e  | 294e | 122e | nc   | 357e  | 28e  | 254e  | 130e  | nc   | 282e  | 82e   | 68e   |
|                                       |      |      |      |      |      |      |      |       |      |       |       |      |       |       |       |
| Légende : nc = non classéSource : UCI |      |      |      |      |      |      |      |       |      |       |       |      |       |       |       |

## Palmarès sur piste

### Jeux d'Asie du Sud-Est
- Nilai-Putrajaya 2017
  -  Médaillé d'argent de la poursuite par équipes

### Jeux asiatiques et d'arts martiaux en salle
- Achgabat 2017
  -  Médaillé de bronze de la poursuite par équipes[1].